# 鮑爾斯維爾 (密蘇里州)
鮑爾斯維爾（英語：Powersville）是位於美國密蘇里州帕特南縣的村。

## 人口
根據2020年美國人口普查的數據，鮑爾斯維爾的面積為1.46平方千米，皆為陸地。當地共有人口42人，而人口密度為每平方千米29人。